# Frank Keeping
Frank Keeping, né le 11 août 1867 à Pennington et mort le 21 février 1950 à Lymington est un cycliste britannique, vice-champion olympique lors des Jeux olympiques d'été de 1896 à Athènes.
Keeping a participé aux épreuves du 333 mètres et aux 12 heures de cyclisme. Son meilleur résultat est sur les 12 heures, où il parvient à parcourir 314,664 kilomètres étant distancé seulement d'un tour de piste par le dernier concurrent en course (Adolf Schmal couvre la distance de 314,997 kilomètres). Sur la plus courte distance, il est classé cinquième à égalité avec deux autres concurrents avec un temps de 27,0 secondes.

## Palmarès

### Jeux olympiques
- Jeux olympiques de 1896 à Athènes (Grèce) :
  - Cyclisme :
    -  Médaille d'argent sur l'épreuve des 12 heures.
    - Cinquième du contre-la-montre (tour de piste de 333 m)